# Harry Lauder

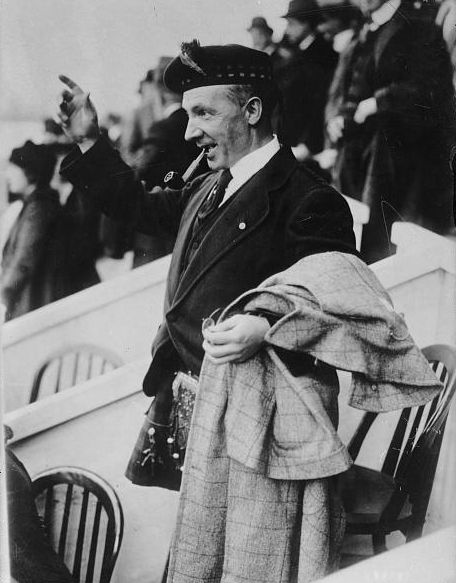
Harry Lauder

Harry Lauder (4 de agosto de 1870 – 26 de febrero de 1950) fue un cantante, humorista y artista de music hall y vodevil escocés. Fue quizás más conocido por ser intérprete del tema "I Love a Lassie" y por sus éxitos internacionales. Winston Churchill dijo de él que era "el mejor embajador de Escocia!" Se hizo una figura familiar gracias a la promoción, especialmente en los Estados Unidos, del kilt y del cromach. Otras de sus canciones más famosas fueron "Roamin' in the Gloamin", "A Wee Deoch-an-Doris", y "The End of the Road".
En 1911, Lauder había llegado a ser el artista mejor remunerado del mundo, y el primer escocés en vender un millón de discos. Recaudó grandes cantidades de dinero para contribuir al esfuerzo bélico durante la Primera Guerra Mundial, motivo por el cual fue nombrado caballero en 1919. A mediados de los años 1930 inició una vida de semiretiro, aunque volvió a la escena de manera breve para entretener a las tropas durante la Segunda Guerra Mundial. A partir de finales de la década de 1940 su salud empezó a resentirse, falleciendo en Escocia en 1950.

## Biografía

### Primeros años
Nacido en la casa de su abuelo materno en Portobello (Edimburgo), Escocia, Lauder era el mayor de los siete hijos de John Currie Lauder, un maestro ceramista, y Isabella Urquhart MacLeod McLennan. John Lauder era descendiente de los Lauder de Roca Bass, y Isabella había nacido en Arbroath en el seno de una familia de Black Isle. El padre de Lauder se trasladó a Newbold, Derbyshire, a principios de 1882 para trabajar diseñando porcelana, pero falleció de una neumonía el 20 de abril. Tras su muerte, Isabella, con problemas económicos, hubo de mudarse con la familia a Arbroath. Dado que en esa época la educación más allá de los once años de edad no era gratuita, Harry trabajó a tiempo parcial en la fábrica local de lino. En 1884 la familia fue a vivir con el tío materno de Harry, Alexander McLennan, en Hamilton (Escocia), donde su tío le encontró empleo en las minas de carbón Eddlewood, un trabajo que mantuvo en la década siguiente.

### Matrimonio. Carrera inicial
El 19 de junio de 1891, a los 21 años de edad, Lauder se casó con Ann, hija de James Vallance, directivo de la mina de carbón de Hamilton, y Mary Kerr. Lauder a menudo cantaba para los mineros en Hamilton, lo que le estimuló para actuar como artista de music hall en la zona. Cantando en la cercana Larkhall ganaba 5 chelines—el primer sueldo que recibió como cantante. Consiguió nuevos compromisos, incluida una noche semanal en el Scotia Music Hall/Metropole Theatre de Glasgow por mediación de Mrs. Christina Baylis, que le aconsejó ganar experiencia viajando en gira por el país como artista de music hall formando parte de un grupo de concierto, lo cual él llevó a cabo. La gira le permitió dejar las minas de carbón y hacerse un cantante profesional, concentrando su repertorio en humor y canciones escocesas e irlandesas.
En 1894, y ya profesional, hacía imitaciones en pequeños locales de music hall de Escocia y el norte de Inglaterra, pero dio por terminado su repertorio en 1900. En marzo de ese año, Lauder viajó a Londres y amortiguó el fuerte dialecto de su número ya que, según el biógrafo Dave Russell, "perjudicaba a los artistas escoceses en la metrópolis". Tuvo un inmediato éxito en el Charing Cross Music Hall y en el London Pavilion, siendo elogiado por la publicación teatral The Era.
Durante esa época se hizo masón. Recibió la iniciación el 28 de enero de 1897 en la Logia Dramática, No.571, y durante el resto de su vida continuó siendo un miembro activo.

### Años 1900 a 1920
En 1905 el éxito de Lauder trabajando en pantomima para la compañía Howard & Wyndham en el Real teatro de Glasgow, e interpretando su canción I Love a Lassie, le convirtió en una estrella nacional, obteniendo contratos con Edward Moss y otros. 
Lauder pasó entonces del music hall al teatro de variedades e hizo una gira por los Estados Unidos en 1907. Al siguiente año hizo un show privado ante Eduardo VII del Reino Unido en Sandringham, y en 1911 de nuevo viajó por Estados Unidos, donde llegó a ganar mil dólares por noche. En 1912 fue cabeza de cartel de la primera Royal Command Performance, actuando frente al Rey Jorge V del Reino Unido, con organización de Alfred Butt. 
A lo largo de su carrera, Lauder hizo 22 viajes a Estados Unidos, en los cuales tenía su propio tren, el Harry Lauder Special, y a Australia, país al cual había emigrado su hermano John. Con todo ello, Lauder llegó a ser el intérprete mejor pagado del mundo.

### Primera Guerra Mundial
Cuando se inició la Primera Guerra Mundial, Lauder se encontraba en Melbourne en una de sus giras australianas. Durante la guerra dirigió con éxito diferentes actos para recoger fondos para colaborar en el esfuerzo bélico, organizó una gira de music hall en 1915 con fines de reclutamiento, y llevó su piano al frente, entreteniendo a las tropas estacionadas en Francia. Llevó a cabo también la organización del Harry Lauder Million Pound Fund, dirigido a que soldados y marinos escoceses mutilados pudieran reintegrarse en la vida civil. En agradecimiento a toda esa actividad, Lauder fue nombrado Caballero en marzo de 1919.
La guerra le supuso una tragedia personal. Su único hijo, John, un capitán educado en la Universidad de Cambridge y destinado en el Regimiento Argyll and Sutherland Highlanders, murió en acción el 28 de diciembre de 1916 en Pozières. Harry escribió la canción "The End of the Road" tras la muerte de John, y erigió un monumento en recuerdo de su hijo en su pequeño cementerio privado en Strachur (John Lauder había sido enterrado en el cementerio de guerra de Ovillers-la-Boisselle, en Francia).

### Últimos años

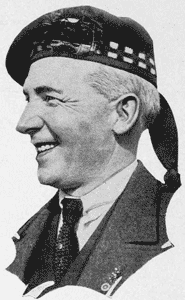
Harry Lauder

Lady Lauder falleció el 31 de julio de 1927 y fue enterrada junto al memorial de su hijo John en Glenbranter y al lado de sus padres. La sobrina de Harry, Margaret Lauder, MBE (1900–1966), se trasladó a vivir con él en su casa, Laudervale (outside Dunoon), convirtiéndose en su secretaria y acompañante, cuidando de su tío en sus últimos años. 
Finalizada la guerra, Harry Lauder siguió actuando en giras por el entonces en declive circuito de teatros de variedades, hasta una última en Norteamérica en 1932. A mediados de los años 1930 vivía semirretirado. Sin embargo, y a pesar de su edad, volvió a entretener a las tropas a lo largo del Reino Unido durante la Segunda Guerra Mundial, haciendo además emisiones radiofónicas con la BBC Scottish Symphony Orchestra. También actuó inmediatamente después de finalizar la contienda, para agradecer a las tripulaciones de los barcos americanos cargados de ayuda alimentaria que atracaban en Glasgow.
La trayectoria de Lauder se ganó la simpatía de todo el mundo. Beniamino Gigli y otros elogiaron su canto y su voz. Lauder usualmente actuaba con los atributos  'Highland'—Kilt, Sporran, Tam o' Shanter, y twisted walking stick—cantando temas escoceses (Roamin' in the Gloamin' etc.). El lado negativo de todo ello es que la imagen 'romántica' del escocés intérprete de music hall vestido con kilt ayudó a dar una imagen de Escocia no siempre halagüeña, y en algunas ocasiones incluso algo ridícula. Igualmente, su predilección por contar historias y chistes sobre la supuesta parsimonia de los escoceses, ayudó a dar una imagen totalmente falsa de sus paisanos.

## Obras
Harry escribió la mayor parte de sus canciones, encontrándose entre las favoritas Roamin' In The Gloamin', I Love a Lassie, A Wee Deoch-an-Doris, y The End of the Road, la cual utiliza el Birmingham City F.C. como su tema musical. 
Lauder protagonizó tres filmes británicos: Huntingtower (1927), Auld Lang Syne (1929) y The End of the Road (1936). También actuó en una cinta de prueba rodada con el sistema sonoro Photokinema en 1921, y que forma parte de la colección del UCLA Film and Television Archive. En 1914 también actuó en 14 cortos sonoros experimentales de Selig Polyscope. Antes, en 1907, había cantado "I Love a Lassie" en un corto de British Gaumont.
Además de actuar, Lauder escribió varios libros, entre ellos  Harry Lauder at Home and on Tour (1912), A Minstrel in France (1918), Between You and Me (1919), Roamin' in the Gloamin' (autobiografía de 1928), My Best Scotch Stories (1929), Wee Drappies (1931) y Ticklin' Talks (circa 1932).

## Retratos
Lauder habría dado al retratista Cowan Dobson, entonces con 21 años de edad, la oportunidad de darse a conocer, al encargarle en pintar su retrato en 1915. El resultado fue tan excepcional, que al año siguiente le encargó el reatrato de su hijo, el Capitán John Lauder, y en 1921 el de la mujer de Lauder. Los tres cuadros permanecen en posesión de la familia. El mismo año, el artista escocés James McBey pintó otro retrato de Lauder, hoy en Glasgow Museums.
Siguiendo la tradición de la famosa revista británica Vanity Fair, se hicieron numerosas caricaturas de Harry Lauder, siendo algunas de las más destacadas la realizada por Al Frueh (1880–1968) en 1911 y publicada en 1913 en la revista New York World, una de Henry Mayo Bateman conservada en la National Gallery de Londres, y una de 1926 hecha por Alick P.F.Ritchie para Players Cigarettes, conservada también en la National Portrait Gallery.

## Muerte
Lauder arrendó Glenbranter a la Forestry Commission, y pasó sus últimos años en Lauder Ha (o Hall), su casa en Strathaven, South Lanarkshire, donde falleció el 26 de febrero de 1950, a los 79 años de edad. A su funeral asistieron, entre otros, the Duke of Hamilton, un buen amigo de la familia. Fue enterrado, junto a su madre y su hermano, en el Cementerio Bent Hamilton, en Glasgow.

## Selección de su filmografía
- Huntingtower (1927)
- Auld Lang Syne (1929)
- The End of the Road (1936)